# Göppingen (stacja kolejowa)
Göppingen – stacja kolejowa w Göppingen, w kraju związkowym Badenia-Wirtembergia, w Niemczech. Znajdują się tu 4 perony.